# マギンダナオ王国

マギンダナオ・スルタン国

最盛期の領土（17世紀）

マギンダナオ・スルタン国（英語: Sultanate of Maguindanao）は、かつてフィリピンのミンダナオ島西部にあったイスラム教国。16世紀の初頭以来ミンダナオ島に勢力をもち、マラウィを首都としてスペイン人による植民地支配を退けてきたが、19世紀にスペイン領東インドに征服されその一部となった。
17世紀の全盛期にはミンダナオ島全域および周囲の諸島を支配した。マギンダナオ王国の歴史的影響は、ミンダナオ西南端のサンボアンガ半島からミンダナオ南部のサランガニにかけて残り、一帯はフィリピンでもムスリムの多い地域になっている。またスルタンたちの名はスルタン・クダラット州やシャリフ・カブンスアン州など自治体の名になっている。

## 歴史
16世紀、マレー半島南端のジョホールの人物であったシャリーフ・ムハンマド・カブンスワン（Shariff Mohammed Kabungsuwan）はフィリピン諸島南部に来航してイスラム教を宣教した。彼は地元のマギンダナオ族の姫と結婚し、マギンダナオにスルタン国を確立した。スルタン国はコタバト・バレーに拠点を持ち、その農業力を背景に繁栄した。アラビア語を公用語として使用したほか、交易用語であるマレー語、地元の言語であるマギンダナオ語やマラナオ語などを使用した。
1619年から1671年にかけてスルタンの地位にあったムハンマド・ディパトゥアン・クドラトゥッラー・ナシルッディーン（Sultan Muhammad Dipatuan Kudarat、一般には「スルタン・クダラット」 Qudarat の名で知られる）の時期、マギンダナオ王国はミンダナオ島の北部、および周囲の諸島やビサヤ諸島の一部までを征服し、ミンダナオ島全土を支配する最盛期を実現した。クダラットはミンダナオを征服しようとしたスペインの軍を破り、スペイン人およびオランダ人と交渉してミンダナオにおけるマギンダナオの主権を認めさせた。1645年6月25日には時のフィリピン総督アロンソ・ファハルドと講和条約を交わし、マギンダナオ王国内のキリスト教徒に対する聖職者派遣や教会建立、スペイン植民地とスルタン領の間の貿易などを認め、この和平は再びクダラットがビサヤ諸島へ攻撃するまで続いた。スペイン人に負けなかったクダラットは、現在ではフィリピン史の英雄のひとりとみなされている。その孫であるアブド・アル＝ラーマン（Abd al-Rahman）もマギンダナオの支配を維持したスルタンとして知られる。
しかしながら王国はミンダナオ島を植民地化しようとするスペイン人の勢力に押されコタバト周辺に細々と存続するまでになり、19世紀後半にはスペイン領フィリピンの一部となった。